# Smicridea nigripennis
Smicridea nigripennis là một loài Trichoptera thuộc họ Hydropsychidae. Chúng phân bố ở vùng Tân nhiệt đới.